# Takumar
Takumar o  SMC Pentax è il nome che la Asahi Optical diede a una tipologia di lenti. Il nome venne dato in onore del pittore di Nippo-americano Takuma Kajiwara (梶原啄磨? Kajiwara Takuma), il cui fratello Kumao Kajiwara fondò la Asahi Optical. Il nome venne usato fino al 1975, quando la Asahi cambiò il sistema di innesto da vite M42 a baionetta K, da allora le lenti vennero semplicemente chiamate "SMC Pentax" .

## Storia
La Asahi realizzò lenti sia per fotocamere 35 mm che per macchie medio formato 6x7, ma anche per altri scopi.
Le lenti Takumar furono fatte inizialmente con innesto M37, per la Asahiflex e continuarono anche nel periodo successivo passando a M42.
Auto-Takumar vennero chiamati quegli obiettivi i quali presentavano una leva che poteva far focheggiare a piena apertura oppure a stop-down. 
Super-Takumar è il nome degli obiettivi migliorati con un trattamento per ridurre il bagliore, hanno un meccanismo molto più complesso di stop-down, possiedono un selettore per lavorare in auto o in manuale.
Super-Multi-Coated (successivamente SMC) Takumar. Questi Obiettivi furono introdotti da Asahi come ultimi nel mercato. Hanno trattamenti specifici per ridurre ulteriormente il bagliore. Hanno una aletta sul retro che si muove con l'apertura selezionata che, quando usato con un corpo che può leggere questo selettore interno, fa sì che la macchina fornisca automaticamente il tempo di esposizione. Questi Super Takumar M42 includono: 15/3.5 ultragrandangolare, 17/4 fisheye, 20/4.5, 24/3.5, 28/3.5, 35/2.8, 50/1.4, 50/4 macro, 55/1.8, 55/2, 85/1.8, 100/4 macro, 105/2.8, 135/2.5, 135/3.5, 200/4, 300/4, 400/5.6, 500/4.5, 1000/8.

## Recensioni
I Takumar hanno una buona reputazione, e molti fotografi sostengono che sono i migliori obiettivi mai creati questo perché:
- In quel periodo l'industria nipponica aveva una dedizione assoluta alla precisione ed alla qualità.
- Le caratteristiche soprattutto in bianco e nero sono superiori, molti fotografi li paragonano ai costosissimi Leitz e Zeiss.
- L'M42 fu originariamente creato da Contax, ma a volte ci si riferisce come lo standard Pentax o vite universale; questo standard era molto diffuso fra le varie case produttrici e sono tutt'oggi ancora apprezzati perché con adattatori è possibile usarli su tutte le fotocamere in commercio.
- Molti fanatici sostengono che i Takumar sono perfino migliori degli obiettivi tedeschi.
- La Pentax riutilizzò il nome Takumar per una linea durante anni 80 e 90, questi obiettivi vennero chiamati Takumar a Baionetta o Takumar F per distinguerli dai classici Takumar M42 del passato.